# 1972年の広島東洋カープ
1972年の広島東洋カープでは、1972年の広島東洋カープの動向についてまとめる。
この年の広島東洋カープは、根本陸夫監督の5年目のシーズンである。

## 概要
チームはこの年、根本監督の発案で球団初の米国キャンプを敢行。しかし、この米国キャンプの調整に失敗したことなどからチームは開幕から低迷し6月以降は最下位に定着すると、その後も低迷から抜け出せず根本監督が成績不振の責任をとる形で休養に追い込まれ、森永勝也打撃コーチが代理監督としてチームの指揮をとる。7月に入り、初の外国人選手としてソイロ・ベルサイエスを入団させたが、背中の怪我などを抱えていたベルサイエスにかつてのア・リーグMVPの輝きはなく、続いて入団したトニー・ゴンザレスも年齢による衰えが目立ち2人共成績は低迷、外木場義郎や安仁屋宗八など投手陣の好投を打線が見殺しにする試合も多く見られた。結局チームは8連覇の巨人に24ゲームも離され、1969年以来3年ぶりの最下位で終了。シーズン終了後、この年まで大洋の監督だった別当薫を新監督に招聘した。1番打者の井上弘昭は根本監督辞任とともに中日へトレードされ、水谷実雄は同じ外野手のゴンザレスの加入で出場機会が減った。

## チーム成績

### レギュラーシーズン
| 1 | 左 | 水谷実雄 |
| 2 | 三 | 井上弘昭 |
| 3 | 右 | 山本一義 |
| 4 | 一 | 衣笠祥雄 |
| 5 | 中 | 山本浩司 |
| 6 | 二 | 国貞泰汎 |
| 7 | 遊 | 三村敏之 |
| 8 | 捕 | 久保祥次 |
| 9 | 投 | 白石静生 |

| 順位 | 4月終了時 | 4月終了時 | 5月終了時 | 5月終了時 | 6月終了時 | 6月終了時 | 7月終了時 | 7月終了時 | 8月終了時 | 8月終了時 | 最終成績 | 最終成績 |
| ---- | --------- | --------- | --------- | --------- | --------- | --------- | --------- | --------- | --------- | --------- | -------- | -------- |
| 1位  | 中日      | --        | 巨人      | --        | 巨人      | --        | 巨人      | --        | 巨人      | --        | 巨人     | --       |
| 2位  | 大洋      | 1.0       | 阪神      | --        | 大洋      | 2.5       | 阪神      | --        | 阪神      | 4.0       | 阪神     | 3.5      |
| 3位  | 巨人      | 2.0       | 大洋      | 1.5       | 阪神      | 3.0       | 大洋      | 4.0       | 大洋      | 8.5       | 中日     | 7.0      |
| 4位  | 広島      | 3.0       | 中日      | 5.0       | 中日      | 4.0       | 中日      | 5.0       | 中日      | 9.0       | ヤクルト | 14.5     |
| 5位  | 阪神      | 4.0       | 広島      | 7.5       | ヤクルト  | 13.0      | ヤクルト  | 8.5       | ヤクルト  | 12.0      | 大洋     | 17.0     |
| 6位  | ヤクルト  | 5.0       | ヤクルト  | 10.0      | 広島      | 13.5      | 広島      | 12.5      | 広島      | 20.5      | 広島     | 24.0     |

| 順位 | 球団             | 勝 | 敗 | 分 | 勝率 | 差   |
| 1位  | 読売ジャイアンツ | 74 | 52 | 4  | .587 | 優勝 |
| 2位  | 阪神タイガース   | 71 | 56 | 3  | .559 | 3.5  |
| 3位  | 中日ドラゴンズ   | 67 | 59 | 4  | .532 | 7.0  |
| 4位  | ヤクルトアトムズ | 60 | 67 | 3  | .472 | 14.5 |
| 5位  | 大洋ホエールズ   | 57 | 69 | 4  | .452 | 17.0 |
| 6位  | 広島東洋カープ   | 49 | 75 | 6  | .395 | 24.0 |

## できごと
- 4月29日 - 外木場義郎、巨人戦でノーヒットノーラン達成。これで外木場は1965年の阪神戦（初勝利&準完全）・1968年の大洋戦（完全）と合わせて3回ノーヒットを達成、1936年・1937年・1940年の沢村栄治（巨人）に並ぶ歴代タイ記録。この後外木場は同年7月4日の中日戦で、初回先頭打者の島谷金二に安打を打たれたものの、その後はノーヒット完封（歴代10人目）、このヒットがなかったら歴代最多の4回になるところだった。
- 6月17日 - 根本陸夫監督休養。森永勝也打撃コーチが監督代行。
- 7月6日～7月8日 - 山本浩司、セ・リーグ新記録となる「9打席連続安打」を達成。10打席目は台風の余波でフライが戻されて達成出来ず。なお「9打席連続安打」は、1978年にチャーリー・マニエル（ヤクルト）に抜かれるまでセ・リーグ記録。

## オールスターゲーム1972
| ファン投票 | 選出なし   |            |          |          |
| 監督推薦   | 外木場義郎 | 大石弥太郎 | 三村敏之 | 国貞泰汎 |

- 取り消し線は出場辞退

## 表彰選手
| リーグ・リーダー | リーグ・リーダー | リーグ・リーダー | リーグ・リーダー |
| 選手名           | タイトル         | 成績             | 回数             |
| ---------------- | ---------------- | ---------------- | ---------------- |
| 衣笠祥雄         | 最多安打         | 147本            | 初受賞           |

| ベストナイン                 | ベストナイン | ベストナイン |
| 選手名                       | ポジション   | 回数         |
| ---------------------------- | ------------ | ------------ |
| 三村敏之                     | 遊撃手       | 初受賞       |
| ダイヤモンドグラブ賞（新設） |              |              |
| 選手名                       | ポジション   | ポジション   |
| 山本浩司                     | 外野手       | 外野手       |

## ドラフト
| 順位 | 選手名     | ポジション | 所属             | 結果                     |
| ---- | ---------- | ---------- | ---------------- | ------------------------ |
| 1位  | 池谷公二郎 | 投手       | 日本楽器         | 翌年シーズン後に入団     |
| 2位  | 松林茂     | 投手       | 大昭和製紙北海道 | 入団                     |
| 3位  | 萩野友康   | 投手       | 慶應義塾大学     | 拒否・新日本製鐵八幡入社 |
| 4位  | 長島吉邦   | 投手       | 新日本製鐵名古屋 | 入団                     |
| 5位  | 小俣進     | 投手       | 大昭和製紙       | 入団                     |
| 6位  | 青木康彰   | 外野手     | 成東高           | 拒否・専修大学進学       |
| 7位  | 竹桝和也   | 投手       | 広陵高           | 拒否・亜細亜大学進学     |
| 8位  | 木本茂美   | 捕手       | 山口・桜ケ丘高   | 入団                     |
| 9位  | 木山英求   | 外野手     | 呉港高           | 入団                     |